# Fjärdholmen, Kyrkslätt
Fjärdholmen är en ö i Finland. Den ligger i Finska viken och i kommunen Kyrkslätt i den ekonomiska regionen  Helsingfors i landskapet Nyland, i den södra delen av landet. Ön ligger omkring 33 kilometer sydväst om Helsingfors.
Öns area är 1,1 hektar och dess största längd är 170 meter i nord-sydlig riktning.